# Praunheim (Frankfurt nad Menem)
Praunheim, Frankfurt-Praunheim – 22. dzielnica (Stadtteil) miasta Frankfurt nad Menem, w Niemczech, w kraju związkowym Hesja. Należy do okręgu administracyjnego Mitte-West.